# Leon Rzeczniowski
Leon Józefat Rzeczniowski (ur. 26 września 1850 w Rawie Mazowieckiej, zm. 27 października 1919 w Warszawie) – polski lekarz psychiatra i neurolog.

## Życiorys
Syn Leona (1818–1887) i Wincenty z Wolskich. Ukończył szkołę średnią w Piotrkowie, po maturze wyjechał przez Pragę i Karlsbad do Bad Gastein, gdzie leczył się z powodu choroby nerwowej.
Od 1868 studiował medycynę w Szkole Głównej Warszawskiej (potem przemianowanej na Cesarski Uniwersytet Warszawski). Studia ukończył w 1874 roku. Początkowo pracował jako lekarz fabryczny w cukrowni Tarasówka na Podolu. Uczestniczył w wojnie rosyjsko-tureckiej jako lekarz wojskowy. Przez dwa lata odbywał staż w klinice Salpêtrière u Jeana-Martina Charcot.
Po powrocie z Francji został asystentem w Zakładzie Wodoleczniczym w Nowym Mieście nad Pilicą prowadzonym przez Jana Bielińskiego. Od 1888 praktykował w Warszawie.
Uczestniczył w międzynarodowych kongresach psychologicznych w Monachium (1896) i w Paryżu (1900).
Był członkiem zwyczajnym Towarzystwa Lekarskiego Warszawskiego i członkiem Polskiego Towarzystwa Psychologicznego.
Nie założył rodziny. Pochowany jest na cmentarzu Powązkowskim.

## Prace
- Wykłady kliniczne profesora Charcot. Kronika Lekarska 23–25, 1880
- Rzadki przypadek padaczki połowicznej klinicznie samoistnej (epilepsia hemispastica Jacksoni idiopathica). Gazeta Lekarska 3, ss. 981–990, 1883
- Jan Bieliński, Leon Rzeczniowski: Zakład wodoleczniczy w Nowem Mieście nad Pilicą jako dom zdrowia dla chorych nerwowych. Warszawa, 1886
- O hypnotyzmie w medycynie. Kronika Lekarska 9, 1888
- Podstawy psychofizjologicznej teorji histerii jako wynik metod doświadczalnych badania klinicznego szkoły Salpêtrière. Kronika Lekarska, 1903